# المساعدات الدولية للفلسطينيين

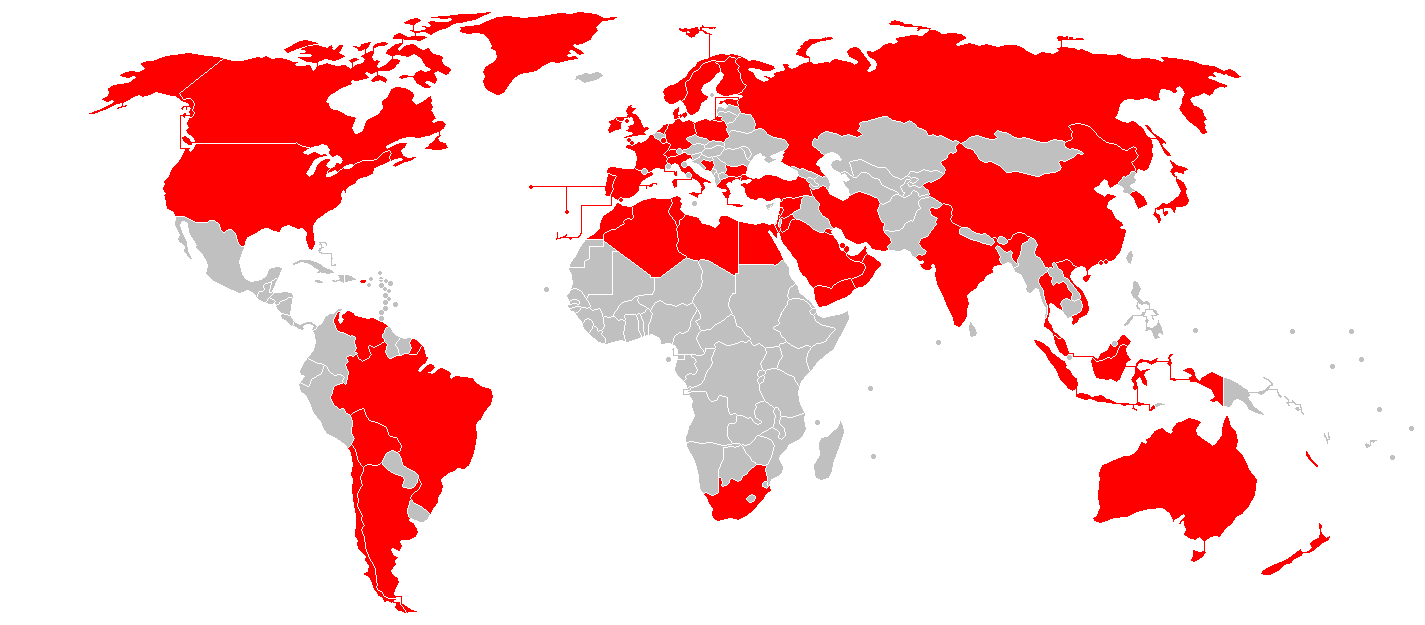
خريطة البلدان التي قدمت مساعدات طارئة لغزة عام 2009

تُقدم المساعدات الدولية للفلسطينيين منذ الحرب العربية الإسرائيلية عام 1948 على أقل تقدير. يرى الفلسطينيون أن المساعدات تُبقي عملية السلام الإسرائيلية الفلسطينية مستمرة، في حين أثار إسرائيليون آخرون وسلطات السياسة الخارجية الأجنبية مخاوف من أنها تُستخدم لتمويل الإرهاب، وتزيل الحاجة الملحة للفلسطينيين للتفاوض على تسوية الصراع الإسرائيلي الفلسطيني.
كشرط من شروط اتفاقيات أوسلو، كان من المقرر تقديم المساعدات الدولية للفلسطينيين لضمان الاستقرار المالي للسلطة الوطنية الفلسطينية. في عام 2004، أُفيد بأن السلطة الفلسطينية في الضفة الغربية وقطاع غزة، تتلقى أحد أعلى مستويات المساعدات في العالم. وفي عام 2006، فرضت عدة دول عقوبات اقتصادية وتدابير أخرى ضد السلطة الفلسطينية، بما في ذلك تعليق المساعدات الدولية بعد فوز حماس في انتخابات المجلس التشريعي الفلسطيني. استؤنفت المساعدات للسلطة الفلسطينية في عام 2008 بعد مؤتمر أنابوليس، الذي لم تدع إليه حركة حماس. وقد أُعطيت المساعدات للسلطة الفلسطينية والمنظمات الفلسطينية غير الحكومية، وكذلك الفصائل السياسية الفلسطينية، من جانب حكومات أجنبية مختلفة، ومنظمات دولية، ومنظمات إنمائية دولية، فضلا عن منظمات خيرية، ومصادر أخرى.
تنسق لجنة الاتصال المخصصة تسليم معظم المساعدات للفلسطينيين. وتُصنّف الكيانات التي توفر هذه المعونة في سبعة أصناف هي: البلدان العربية، والاتحاد الأوروبي، والولايات المتحدة، واليابان، والمؤسسات الدولية (بما في ذلك الوكالات التابعة لنظام الأمم المتحدة)، والبلدان الأوروبية، وبلدان أخرى. وكانت الولايات المتحدة من كبار المانحين، حيث قدمت أكثر من 5.2 مليار دولار عبر الوكالة الأمريكية للتنمية الدولية منذ عام 1994.
أرسل المجتمع الدولي مساعدات بمليارات الدولارات إلى قطاع غزة لتوفير الإغاثة لأكثر من مليوني فلسطيني يعيشون هناك. ومن عام 2014 إلى عام 2020، أنفقت وكالات الأمم المتحدة ما يقرب من 4.5 مليار دولار في غزة، منها 600 مليون دولار في عام 2020 وحده. ووفقًا لمنظمة التعاون الاقتصادي والتنمية، فقد بلغ إجمالي المساعدات المقدمة للفلسطينيين أكثر من 40 مليار دولار في الفترة من عام 1994 إلى عام 2020.
لا تقدم الولايات المتحدة والاتحاد الأوروبي أي مساعدات لحركة حماس في قطاع غزة، حيث تعتبرها كياناً إرهابياً، وسمحت إسرائيل لقطر بتقديم مساعدات من خلال حماس.

## التاريخ

### قبل اتفاقيات أوسلو
كَانت المساعدات الدولية لتأمين احتياجات الضفة الغربية وقطاع غزة قبل توقّيع اتفاقيات أوسلو، تُقدّم بشكل أساسي من قبل الدول الغربية والعربية عبر وكالات الأممية المتنوعة مثل الأونروا، كما أن غالبيتها تمر عبر المنظمات الدولية غير الحكومية. وقد بدأت أكثر البرامج تطوّرًا وتوسعًا أثناء السبعينيات والثمانينيات. وأكثر المعونات تمويلًا تم توجيها من خلال المنظمات غير الحكومية الدولية. على الرغم من أن موقف المانحين خلال فترة ما قبل أوسلو يعتبره بعض المحللين، مثل ريكس برينن، مثيرًا للجدل ومرتبطًا بظواهر مثل الفساد والقومية والمنافسات بين الفصائل، فقد مولت المساعدات الدولية بشكل فعال سلسلة من البرامج في قطاعات الزراعة والبنية التحتية والإسكان والتعليم.

### اتفاقيات أوسلو
شملت اتفاقيات أوسلو، التي وقعت رسميًا في 13 سبتمبر/أيلول 1993، أحكامًا جوهرية بشأن الأمور الاقتصادية والمعونات الخارجية. يدعو الملحق الرابع من اتفاقية المبادئ (DoP) إلى التعاون الإقليمي ويشجع بشكل ضمني على تقديم مساعدات دولية كبيرة لمساعدة الشعب الفلسطيني، وكذلك الأردن وإسرائيل والمنطقة بأكملها. وفي الأول من أكتوبر 1993، اجتمعت الدول والمؤسسات العالمية المانحة في واشنطن لدعم عملية السلام، وتعهدت بتوفير حوالي 2.4 مليار دولار للفلسطينيين على مدار خمس سنوات. وكان الهدف الرئيسي لهذا التحرك هو جمع كافة الموارد المالية الضرورية لتطبيق الاتفاقية بنجاح، وإدراكًا للحاجة إلى تغيير إيجابي في حياة المواطنين الفلسطينيين العاديين. وبالتالي، كانت هناك أهداف رئيسية للدول والمؤسسات المانحة تتمثل في تعزيز النمو الاقتصادي للشعب الفلسطيني وتعزيز الدعم الشعبي للمفاوضات مع إسرائيل.
وفقًا لسكوت لاسنسكي فإن "المساعدات الاقتصادية ظلت تتصدر الأهمية طوال المحادثات المتعلقة باتفاقية المبادئ وما نتج عنها من اتفاقيات لاحقة مثل اتفاقية غزة أريحا (مايو 1994)، واتفاقية التمكين المبكر (أغسطس 1994)، والاتفاقيات الانتقالية (سبتمبر 1995)، واتفاق الخليل (يناير 1997). [...] ولقد ظلت المعونة الأجنبية هي العامل الخارجي الأهم في دعم السلطة الوطنية الفلسطينية".

### 1993-2000
بين عامي 1993 و1997، واجه الفلسطينيون تحديات اقتصادية ومالية خطيرة. ومع ذلك، حالت المعونات الدولية دون انهيار الاقتصاد المحلي وساهمت في إنشاء إدارة فلسطينية. وقد ارتفعت قيمة تعهدات المانحين تدريجيًا لتصل إلى ما يقارب 3.42 مليار دولار بحلول نهاية أكتوبر 1997، وذلك بسبب تعثر عملية السلام وزيادة احتياجات الفلسطينيين لتحقيق السلام والازدهار. وعلى الرغم من ذلك، فقد أعادت الجهات المانحة النظر في أولوياتها، حيث أدت الظروف الاقتصادية المتردية إلى مخاوف من إعاقة مسار عملية السلام. لذلك، أعيد توجيه دعم المانحين لتغطية عجز الموازنة الدائم، وتوفير برامج سكنية ووظيفية طارئة. ومن وجهة نظر نقدية، فقد عززت المعونات الدولية في منتصف التسعينات بيروقراطية السلطة الوطنية الفلسطينية،  وساهمت في مركزية السلطة السياسية، ولكنها أثرت سلبًا على قدرة الحكومة والمنظمات غير الحكومية. وخلال الفترة 1994-1995، تسببت مشكلات نقص التمويل وعدم كفاءة التنسيق وضعفه في إحداث توتر بين مختلف وكالات الإغاثة والمجتمع الدولي والسلطة الوطنية الفلسطينية. وفي عام 1996 أكد رئيس البنك الدولي جيمس وولفنسون على ضرورة الشعور بالإلحاح لتأمين الوظائف للأفراد وضمان استدامة السلام في المنطقة.
بعد عام 1997، انخفض استخدام إسرائيل لسياسة الإغلاق، مما أدى إلى تحسين فرص التوظيف وتوسع اقتصاد الضفة الغربية وقطاع غزة. وبعد التوقيع على اتفاقية واي ريفر، انعقد مؤتمر جديد للمانحين، وتم التعهد بتقديم أكثر من 2 مليار دولار للسلطة الوطنية الفلسطينية للفترة 1999-2003. ومع ذلك، انخفضت مدفوعات المانحين الإجمالية في الفترة 1998-2000، وبلغت أدنى معدلاتها منذ عام 1994. وبدأت المؤسسات الدولية تلعب دورًا متزايدًا في تمويل عملية المعونات، على الرغم من تراجع القيمة الإجمالية لالتزاماتها. وبعد عام 1997، شهدت الحاجة لدعم المانحين لبرامج موازنة حالية وخلق فرص عمل تراجعًا بسبب تحسن أداء السلطة الفلسطينية المالي. وبدلًا من ذلك، تركز الاهتمام على تطوير البنية التحتية، وتحويل التركيز بعيدًا عن بناء المؤسسات. وسمح تراجع النشاط في منظمات المجتمع المدني بتفضيل القروض الميسرة بفترات سماح أطول وفترات سداد مرنة وأسعار فائدة أقل.

### 2000-2006

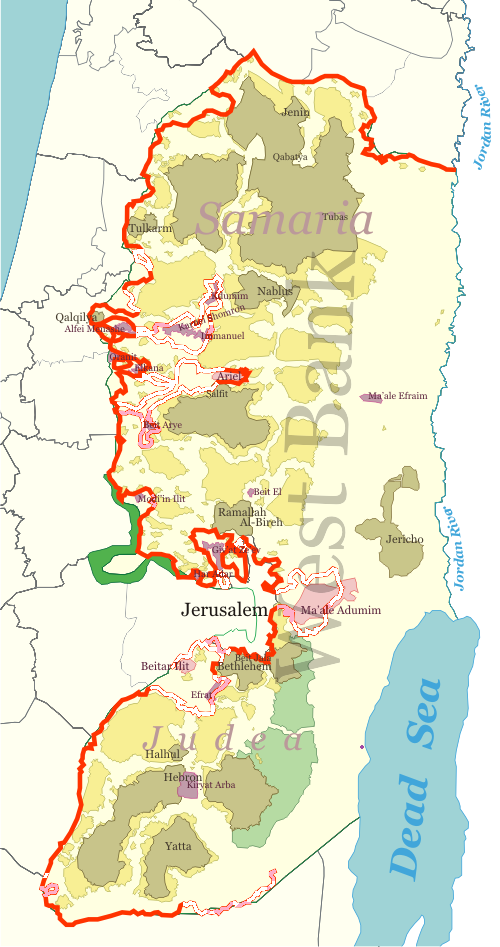
مسار الحاجز اعتبارًا من يوليو 2006

فرضت إسرائيل قيودًا متعددة الأوجه على حركة البضائع والأشخاص بعد الانتفاضة الثانية، ما أدى إلى فترة تُعتبر من أشد حالات الركود التي شهدها الاقتصاد الفلسطيني في التاريخ الحديث. ففي هذين العامين، انكمش نصيب الفرد من الناتج المحلي الإجمالي الحقيقي الفلسطيني بنسبة تقارب 40 في المائة. وعلى الرغم من الزيادة الكبيرة في التزامات الجهات المانحة في عام 2002 مقارنة بعام 2001، فإن الالتزامات المتعلقة بأعمال البنية التحتية وبناء القدرات ذات التركيز على المدى المتوسط استمرت في الانخفاض. ففي عام 2000، كانت النسبة حوالي 7 إلى 1 لصالح المساعدات التنموية. وبحلول عام 2002، تحولت النسبة إلى ما يقارب 5 إلى 1 لصالح مساعدات الطوارئ.
أدت وفاة ياسر عرفات في عام 2004 وفك الارتباط أحادي الجانب عن قطاع غزة آمالًا جديدة لدى مجتمع المانحين. وفي مارس 2005، أكدت اللجنة الرباعية المعنية بالشرق الأوسط على أهمية المساعدات التنموية، وحثت مجتمع المانحين الدوليين على دعم بناء المؤسسات الفلسطينية،  دون إغفال دعم الميزانية. كما حثت الرباعية إسرائيل والسلطة الوطنية الفلسطينية على الوفاء بالتزاماتهما الناشئة عن خارطة طريق السلام، وحثت المجتمع الدولي على "مراجعة وتنشيط هياكل التنسيق الحالية بين المانحين [...] من أجل زيادة فعاليتها". عكست محاولة المجتمع الدولي في أواخر عام 2005 لتعزيز الانتعاش الاقتصادي الفلسطيني افتراضًا طويل الأمد بأن التنمية الاقتصادية أمر بالغ الأهمية لعملية السلام ولمنع الانزلاق مرة أخرى إلى الصراع.
على الرغم من عودة النمو الإيجابي المعتدل في عامي 2003 و2005، إلا أن هذا الانتعاش الهش توقف نتيجة لتقسيم قطاع غزة، والقيود الصارمة المفروضة على حركة البضائع والأشخاص عبر الحدود مع إسرائيل ومصر، واستكمال إسرائيل لمشروع الجدار الإسرائيلي في الضفة الغربية. وكما أكد البنك الدولي في ديسمبر 2005، فإن "النمو لن يستمر من دون الحكم الرشيد الفلسطيني، والإدارة الاقتصادية السليمة، واستمرار تخفيف الإغلاق من قبل حكومة إسرائيل".

### 2006–07
في 25 يناير من عام 2006م، حققت حركة المقاومة الإسلامية (حماس)، التي تعتبرها الدول المانحة الرئيسية منظمة إرهابية، فوزًا في الانتخابات التشريعية الفلسطينية، وشكلت الحكومة في 29 من الشهر ذاته، دون قبول الشروط والأحكام التي حددتها اللجنة الرباعية في آذار/مارس 2006. فردت الدول المانحة بفرض عقوبات اقتصادية على السلطة الفلسطينية، بما في ذلك شبه وقف العلاقات المباشرة والمساعدات بينها وبين معظم الجهات المانحة الثنائية، رغم استمرار بعض المنظمات المتعددة الأطراف وعدد قليل من الجهات المانحة في الاتصال المباشر وإدارة المشاريع. وقد انتقد قرار اللجنة الرباعية كل من مبعوثها السابق جيمس وولفنسون، الذي وصفه بأنه "محاولة مضللة لتجويع الفلسطينيين تحت قيادة حماس وإجبارهم على الاستسلام"، ومبعوث الأمم المتحدة السابق للشرق الأوسط ألفارو دي سوتو.
ونظرًا لتدهور الأوضاع الإنسانية، طرح الاتحاد الأوروبي خطة لتوجيه المساعدات للفلسطينيين مباشرة دون الحاجة للحكومة التي تقودها حماس، ولاقت هذه الخطة موافقة اللجنة الرباعية رغم اعتراض الولايات المتحدة في البداية، فأسس الاتحاد الأوروبي آلية دولية مؤقتة لإدارة أموال المساعدات عبر الرئيس الفلسطيني لمدة مبدئية وصلت لثلاثة أشهر ثم مددت بعد ذلك. وتعرضت الآلية الدولية المؤقتة للنقد الشديد من قبل منظمة أوكسفام، إحدى أبرز منتقدي البرنامج، حيث ذكرت المنظمة أن الدفعات المباشرة المحدودة من الاتحاد الأوروبي لم تتمكن من حل الأزمة المتفاقمة.
شكل ظهور حكومتين متنافستين في الضفة الغربية وقطاع غزة في يونيو 2007 عرضًا جديدًا أمام المجتمع الدولي لتحمل أعباء المساعدات الضخمة. ويقدر البنك الدولي أن السلطة الفلسطينية ستحتاج عام 2008 إلى 1.2 مليار دولار دعمًا متكررًا للميزانية، بالإضافة إلى 300 مليون دولار مساعدات تنموية. وأدى تشكيل حكومة الطوارئ في منتصف 2007 في الضفة بقيادة سلام فياض إلى استئناف المساعدات لحكومة السلطة هناك، مما عكس جزئيًا تأثير مقاطعة المساعدات. لكن المؤشرات الاقتصادية لم تتغير كثيرًا، فقُدر نمو الناتج المحلي الإجمالي الحقيقي بنحو -0.5% في 2007، و0.8% في 2008 بسبب الوضع في غزة.
بحسب تقرير لجنة المساعدة الإنمائية، كانت أبرز جهات الدعم الخارجي متعدد الأطراف في عامي 2006-2007م هي وكالة غوث وتشغيل اللاجئين الفلسطينيين 'الأونروا' والاتحاد الأوروبي (عن طريق المفوضية الأوروبية)، بينما تمثلت أبرز الجهات المانحة الثنائية في الولايات المتحدة الأمريكية واليابان وكندا بجانب خمس دول أوروبية أخرى هي النرويج وألمانيا وإيطاليا والسويد وإسبانيا وفرنسا.

### 2007–09
| مؤتمر باريس لإعلان التبرعات، 2007 | مؤتمر باريس لإعلان التبرعات، 2007 |
| نوع المساعدة                      | مليار دولار أمريكي                |
| --------------------------------- | --------------------------------- |
| دعم الميزانية                     | 1.5                               |
| مساعدة إنسانية                    | 1.1                               |
| المساعدات القائمة على المشاريع    | 2.1                               |
| مساعدات أخرى                      | 0.8                               |
| المبالغ الجاري تخصيصها            | 2.2                               |
| المجموع 2008-2010                 | 7.7                               |

في شهر ديسمبر من العام 2007م، وخلال مؤتمر باريس الذي جاء بعد مؤتمر أنابوليس، تعهدت الدول المانحة بتقديم أكثر من 7.7 مليار دولار أمريكي وذلك لمدة ثلاث سنوات ابتداًء من عام 2008م وحتى 2010م، وهذا المبلغ يهدف إلى دعم برنامج الإصلاح والتنمية الفلسطيني. وفي مطلع عام 2008م، تحول الاتحاد الأوربي من نظام الآلية الدولية المؤقتة إلى نظام "بيغاس" والذي يوفر دعمًا مباشرًا للخزانة المركزية التابعة للسلطة الفلسطينية بالإضافة للقنوات الأخرى التي كانت تستخدم في السابق. كما قام البنك الدولي بإنشاء صندوق ائتماني لتقديم الدعم اللازم لتطبيق جدول السياسات الخاص بالسلطة الفلسطينية وذلك للفترة الممتدة من 2008م وحتى 2010م. ولكن بكل أسف، فإن أيًا من هاتين الآليتين لم تكن تمتلك الموارد الكافية لتغطية احتياجات السلطة الفلسطينية بشكل شهري، وبذلك فإنها لم تمكن السلطة الفلسطينية من التخطيط لمصروفاتها لأكثر من شهرين قادمين.
يرى البنك الدولي بأن السلطة الفلسطينية حققت تقدمًا كبيرًا في تطبيق الأجندة الإصلاحية التي نصت عليها الخطة الخاصة بالإصلاح والتطور، إضافة إلى إعادة ترسيخ القانون والأمن. ومع ذلك، فقد بقيت منطقة قطاع غزة خارجة عن نطاق تلك الإصلاحات نتيجة لسيطرة حركة حماس على الجانب الأمني والوزارات الحيوية فيها. واستمر التوتر بين فصائل الشعب الفلسطيني في الضفة الغربية والقطاع، حيث يقوم كل طرف باعتقال أفراد وإغلاق منظمات غير حكومية تابعة للطرف الآخر، مما تسبب في إعاقة منظمات المجتمع المدني عن تقديم خدماتها للفئات الضعيفة وتدهور قدرتها على ذلك. وبعد الحرب الإسرائيلية على قطاع غزة انعقد مؤتمر دولي بمدينة شرم الشيخ المصرية، وتعهدت خلاله دول مانحة بتقديم قرابة الـ 4.5 مليار دولار أمريكي للإعمار والتنمية في غزة. وهذه المبالغ المالية تجاوزت حركة حماس، إذ تسلمت السلطة الفلسطينية بالتعاون مع مجتمع المانحين مهمة توزيع وتسليم المساعدات. ولقد عملت دولة الهند بجهد دؤوب ومتواصل لتعزيز العلاقات الأفضل مع السلطة الفلسطينية، وهي تأمل في الحصول على اعتراف واعتراف بها كقوة عالمية محترمة. وعندما زار الرئيس الفلسطيني محمود عباس العاصمة الهندية نيودلهي في عام 2008م، قدم له المسؤولون الهنود قرضًا ماليًا يبلغ 20 مليون دولار أمريكي (أي ما يعادل 900 مليون روبية هندية). وبالإضافة لذلك، قدمت الهند 8 منح دراسية ضمن البرامج المقدمة من المجلس الهندي للعلاقات الثقافية للطلاب الفلسطينيين لمرحلة الدراسات العليا، علاوة على توفير فرص تدريبية متعددة في إطار برنامج التعاون الفني والاقتصادي الهندي.
ووفقًا لتقديرات البنك الدولي، استلمت السلطة الفلسطينية مساعدات دولية بلغت قيمتها 1.8 مليار دولار أمريكي في عام 2008، و1.4 مليار دولار أمريكي في عام 2009م.

### 2010
في عام 2010، حصلت السلطة الفلسطينية على نصيب الأسد من المساعدات المقدَّمة من الاتحاد الأوروبي والولايات المتحدة. ووفقًا لتقديرات البنك الدولي، تلقَّت السلطة الفلسطينية 525 مليون دولار أمريكي من المساعدات الدولية في النصف الأول من ذلك العام. وتُشَكِّل المساعدات الخارجية "المحرك الرئيسي" للنمو الاقتصادي في الأراضي الفلسطينية. وبحسب صندوق النقد الدولي، انخفض معدل البطالة مع نمو الاقتصاد في قطاع غزة بنسبة 16% في النصف الأول من عام 2010، وهو ما يقارب ضعف سرعة نمو اقتصاد الضفة الغربية.
في يوليو 2010، حظرت ألمانيا منظمة المساعدة الإنسانية الدولية (IHH)، وهي مجموعة مانحة تركية ألمانية كبرى أرسلت سفينة المساعدات مافي مرمرة، وذلك بحجة أنها استخدمت التبرعات لدعم المشاريع في قطاع غزة المرتبطة بحركة حماس، التي يعتبرها الاتحاد الأوروبي منظمة إرهابية، مع تقديمها تلك الأنشطة إلى الجهات المانحة باعتبارها مساعدات إنسانية. وصرَّح وزير الداخلية الألماني توماس دي ميزير أن "التبرعات لما يُسمَّى بمجموعات الرعاية الاجتماعية التابعة لحماس، مثل الملايين التي قدَّمتها منظمة المساعدة الإنسانية الدولية (IHH)، تُعَدُّ في الواقع دعمًا لمنظمة حماس الإرهابية ككل".

### 2011
في مارس 2011، كان هناك تهديدات بقطع المساعدات عن السلطة الفلسطينية إذا استمرَّت في المضي قدمًا في تشكيل حكومة وحدة مع حماس، ما لم تنبذ حماس العنف رسميًا، وتعترف بإسرائيل، وتقبل الاتفاقيات الإسرائيلية - الفلسطينية السابقة. ورد عزام أحمد المتحدث باسم رئيس السلطة الفلسطينية محمود عباس، قائلًا إن السلطة الفلسطينية مستعدَّة للتخلي عن المساعدات المالية من أجل تحقيق الوحدة الوطنية، مؤكدًا أن "الفلسطينيين بحاجة إلى الأموال الأمريكية، ولكن إذا استُخدِمَت كوسيلة للضغط علينا، فنحن مستعدون للتخلي عن تلك المساعدات".

### 2014
في أكتوبر 2014 حصل مؤتمر القاهرة حول فلسطين، وهو مؤتمر دولي للمانحين لإعادة إعمار قطاع غزة، على تعهدات بقيمة 5.4 مليار دولار، منها مليار دولار تعهدت بها قطر. وكان من المقرر استخدام نصف هذه التعهدات في جهود إعادة البناء في غزة، والنصف الآخر لدعم موازنة السلطة الفلسطينية حتى عام 2017.

### 2018
في 23 مارس 2018 وقع الرئيس الأمريكي دونالد ترامب على قانون تايلور فورس ليصبح قانونًا، والذي سيقطع حوالي ثلث مدفوعات المساعدات الخارجية الأمريكية للسلطة الفلسطينية،  إلى أن تتوقف السلطة الفلسطينية لمؤسسة رعاية أسر الشهداء والجرحى.
في يوليو 2018، أوقفت أستراليا تمويلًا بقيمة 10 ملايين دولار أسترالي (7.5 مليون دولار أمريكي) كان قد تم إرساله إلى السلطة الفلسطينية عبر البنك الدولي، وبدلًا من ذلك تقوم بإرساله إلى صندوق الأمم المتحدة الإنساني للأراضي الفلسطينية. والسبب المقدم هو أنهم لا يريدون أن تستخدم السلطة الفلسطينية الأموال لمساعدة الفلسطينيين المدانين بارتكاب أعمال عنف ذات دوافع سياسية.
وفي 24 أغسطس، قطعت الولايات المتحدة أكثر من 200 مليون دولار من المساعدات المباشرة للسلطة الفلسطينية. وكانت الإدارة قد قطعت في السابق المساعدات عن العديد من هيئات الأمم المتحدة المخصصة للقضية الفلسطينية، بما في ذلك قطع 300 مليون دولار من المساهمة لوكالة غوث وتشغيل اللاجئين الفلسطينيين (الأونروا)،  ومجلس حقوق الإنسان التابع للأمم المتحدة.

### 2019
في فبراير 2019 أوقفت الولايات المتحدة جميع المساعدات التي تقدمها الوكالة الأمريكية للتنمية الدولية للفلسطينيين في الضفة الغربية وقطاع غزة. وتوقفت الولايات المتحدة عن تقديم أكثر من 60 مليون دولار من الأموال السنوية لأجهزة الأمن الفلسطينية بناء على طلب السلطة الفلسطينية بسبب الخوف من الدعاوى القضائية بعد سن قانون مكافحة الإرهاب لعام 2018، والذي دخل حيز التنفيذ في فبراير 2019، والذي يسمح للأمريكيين بمقاضاة أولئك الذين يتلقون مساعدات خارجية أمريكية في المحاكم الأمريكية بسبب التواطؤ المزعوم في "أعمال الحرب". وأثار وقف تمويل الأجهزة الأمنية بعض المخاوف.
في نوفمبر 2019، قامت هولندا بتخفيض المبلغ المدفوع سنويًا والذي يقدر بمبلغ 1.5 مليون دولار أمريكي، والذي كانت تدفعه مباشرة للسلطة الفلسطينية بسبب الدفعات التي تقدمها السلطة لعائلات المسلحين الذين قتلوا أو جرحوا أو سجنوا من قبل إسرائيل.

## سيطرة حماس والحصار الإسرائيلي على قطاع غزة
في عام 2007، توقفت إسرائيل واللجنة الرباعية المعنية بالشرق الأوسط (التي تضم الأمم المتحدة والولايات المتحدة والاتحاد الأوروبي وروسيا) ودول أخرى عن تقديم المساعدات لحكومة إسماعيل هنية الثانية والتي رفضت قبول الشروط التي وضعتها تلك الدول. وفرضت عقوبات على السلطة الفلسطينية. وبعد سيطرة حماس على قطاع غزة وتنصيب حكومة سلام فياض الأولى في الضفة الغربية، رُفعت العقوبات المفروضة على الضفة الغربية التي تديرها السلطة الفلسطينية واستؤنفت التبرعات. فرضت إسرائيل ومصر حصارًا بريًا وجويًا وبحريًا على قطاع غزة، وفرضت إدارة السلطة الفلسطينية عقوباتها الخاصة على قطاع غزة الذي تحكمه حماس.
ومنذ عام 2014 قدمت قطر مساعدات لقطاع غزة خففت جزئيًا بعض الضغوط الاقتصادية على القطاع. وبين عامي 2014 و2019 قدمت قطر أكثر من مليار دولار من أموال إعادة الإعمار ورواتب للفلسطينيين الفقراء.

## كبار المانحين

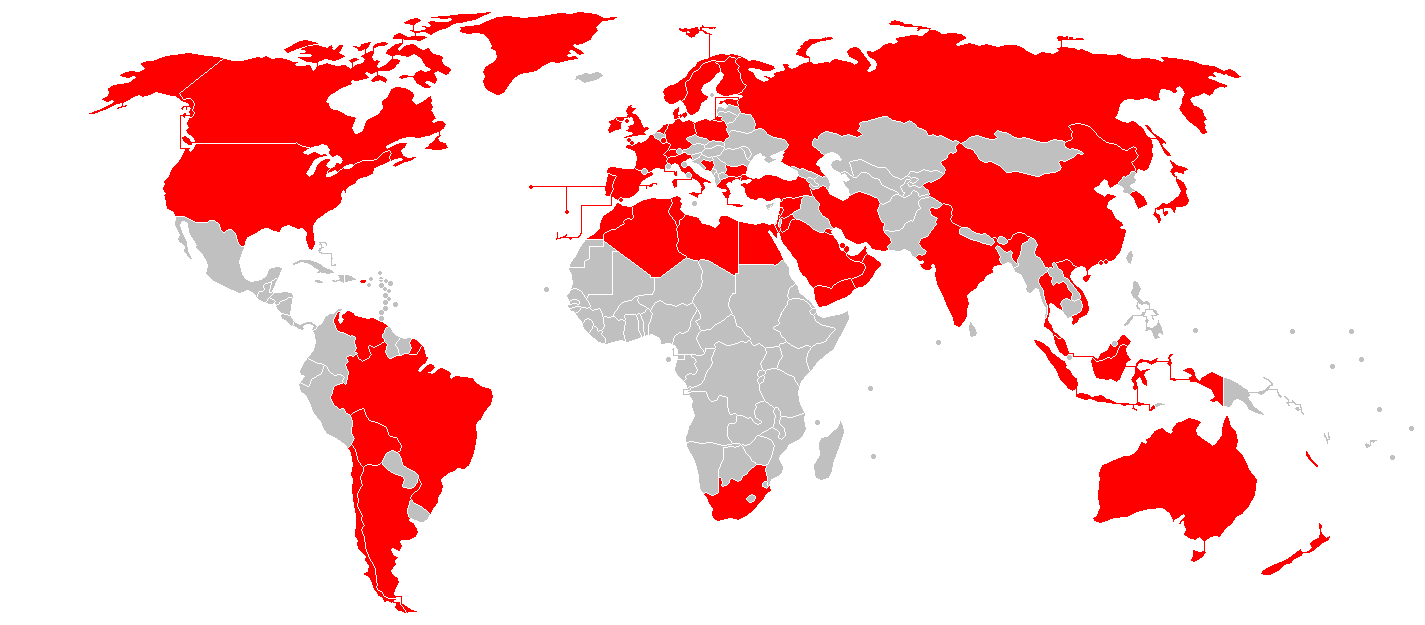
خريطة الدول التي قدمت مساعدات طارئة لغزة في عام 2009

منذ عام 1993م، كانت المفوضية الأوروبية والدول الأعضاء في الاتحاد الأوروبي مجتمعةً تُعَد أكبر جهة مانحة للمساعدات للشعب الفلسطيني.
كما كانت دول جامعة الدول العربية من الجهات المانحة الكبرى أيضًا، لا سيما من خلال دعمها لميزانية السلطة الوطنية الفلسطينية خلال فترة الانتفاضة الثانية. غير أنها تعرضت للانتقاد بسبب عدم تمويلها للأونروا والسلطة الوطنية الفلسطينية بالقدر الكافي، وعدم الوفاء بالتزاماتها المالية. وبعد الانتخابات الفلسطينية عام 2006، حاولت الدول العربية المساهمة في دفع أجور الموظفين العموميين الفلسطينيين، متجاوزة السلطة الوطنية الفلسطينية. وفي الوقت نفسه، تم تحويل الأموال العربية مباشرةً إلى مكتب الرئيس محمود عباس لصرفها.
وخلال مؤتمر باريس جاءت 11% من التعهدات المالية من الولايات المتحدة وكندا، و53% من أوروبا، و20% من الدول العربية.
تُعتبر الولايات المتحدة الأمريكية أيضًا من الجهات المانحة الرئيسية، حيث قدمت أكثر من 5.2 مليار دولار من خلال الوكالة الأمريكية للتنمية الدولية منذ عام 1994م. وفي السنوات الأخيرة، بلغ إجمالي هذه المساعدات نحو 600 مليون دولار سنويًا. ومنذ أبريل 2021م، قدمت الولايات المتحدة أكثر من نصف مليار دولار من المساعدات للفلسطينيين، بما في ذلك أكثر من 417 مليون دولار من المساعدات الإنسانية للفلسطينيين عبر الأونروا، و75 مليون دولار من الدعم عن طريق الوكالة الأمريكية للتنمية الدولية، و20.5 مليون دولار من المساعدات الإنسانية للتعافي من جائحة فيروس كورونا وإعادة إعمار قطاع غزة.

## تنسيق الجهات المانحة
تم إنشاء لجنة الاتصال المخصصة في نوفمبر 1993 لتنسيق تبرعات المانحين وفي محاولة لتحقيق التوازن بين المواقف المتنافسة للولايات المتحدة وأوروبا، ولتسهيل وضع جدول الأعمال، والحد من الازدواجية، وتعزيز التآزر. تعمل لجنة الارتباط الخاصة على أساس الإجماع، وتهدف إلى تعزيز الحوار بين شركاء "الشراكة الثلاثية" أي الجهات المانحة وإسرائيل والسلطة الفلسطينية.

## الأونروا
تأسست وكالة الأمم المتحدة لإغاثة وتشغيل اللاجئين الفلسطينيين في الشرق الأدنى (الأونروا) عام 1949م، بهدف تقديم المساعدات الإنسانية للاجئين الفلسطينيين الذين اضطروا للنزوح بسبب النزاع العربي الإسرائيلي في عام 1948م. وفي البداية كان الغرض منها توفير فرص العمل في مشاريع الأشغال العامة والإغاثة المباشرة. واليوم، تقدم الأونروا خدمات التعليم التي تستحوذ على 60% من ميزانيتها،  إلى جانب الرعاية الصحية والخدمات الاجتماعية لأكثر من 5 ملايين لاجئ فلسطيني مسجل وأحفادهم، وشرائح أخرى من المجتمع الفلسطيني، فضلًا عن تقديم بعض المساعدات المالية للفلسطينيين. كما كانت الأونروا من الجهات المانحة للسلطة الوطنية الفلسطينية.
وتوظف الأونروا أكثر من 30 ألف موظف، يشكل الفلسطينيون المعينون محليًا 99% منهم. ويأتي معظم تمويل الأونروا من الدول الأوروبية والولايات المتحدة الأمريكية. ففي الفترة ما بين عامي 2000 و2015م، ساهم الاتحاد الأوروبي بمبلغ 1.6 مليار يورو للأونروا. وبالإضافة إلى ميزانيتها العادية، تتلقى الأونروا التمويل لأنشطة الطوارئ والمشاريع الخاصة.
في عام 2009، بلغ إجمالي ميزانية وكالة غوث وتشغيل اللاجئين الفلسطينيين (الأونروا) 1.2 مليار دولار أمريكي، تلقت منها 948 مليون دولار. وفي ذات العام، تحدث المفوض العام المتقاعد عن عجز قدره 200 مليون دولار في ميزانيات الوكالة،  حيث تحدث المسؤولون عن "أزمة مالية حادة".
في عام 2010، كانت الولايات المتحدة الأمريكية والمفوضية الأوروبية أكبر المساهمين في ميزانية الأونروا العادية، حيث بلغت مساهمة الولايات المتحدة 248 مليون دولار، فيما بلغت مساهمة المفوضية الأوروبية 165 مليون دولار. وكانت السويد بمساهمة 47 مليون دولار، والمملكة المتحدة بمساهمة 45 مليون دولار، والنرويج بمساهمة 40 مليون دولار، وهولندا بمساهمة 29 مليون دولار.
في عام 2011، كانت الولايات المتحدة الأمريكية أكبر مساهم فردي بمساهمة إجمالية تزيد على 239 مليون دولار، تلتها مساهمة المفوضية الأوروبية بمبلغ 175 مليون دولار.
في عام 2013، بلغ إجمالي التبرعات للأونروا 1.1 مليار دولار، منها 294 مليون دولار ساهمت بها الولايات المتحدة، و216.4 مليون دولار من الاتحاد الأوروبي، و151.6 مليون دولار من المملكة العربية السعودية، و93.7 مليون دولار من السويد، و54.4 مليون دولار من ألمانيا، و53 مليون دولار من النرويج، و34.6 مليون دولار من اليابان، و28.8 مليون دولار من سويسرا، و23.3 مليون دولار من أستراليا، و22.4 مليون دولار من هولندا، و20 مليون دولار من الدنمارك، و18.6 مليون دولار من الكويت، و17 مليون دولار من فرنسا، و12.3 مليون دولار من إيطاليا، و10.7 مليون دولار من بلجيكا. بالإضافة إلى 10.3 مليون دولار من بلدان أخرى.
في عام 2016 ساهمت الولايات المتحدة بمبلغ 368 مليون دولار للأونروا، وكذلك 350 مليون دولار في عام 2017، لكنها خفضت حوالي ثلث مساهماتها لعام 2018.
وفي يناير/كانون الثاني 2018، احتجزت الولايات المتحدة 65 مليون دولار، أي ما يقرب من نصف المبلغ المستحق في الشهر، مما خلق مرة أخرى أزمة مالية للأونروا. وأعلنت بلجيكا وهولندا عن خطة لزيادة مساهماتهما للأونروا. وفي أغسطس 2018، خفضت الولايات المتحدة مساهمتها السنوية البالغة 360 مليون دولار، مشيرة إلى العديد من الشكاوى بما في ذلك عدد الفلسطينيين الذين تعترف بهم الأونروا كلاجئين، والذين يبلغ عددهم أكثر من 5 ملايين.
في منتصف عام 2019، علقت هولندا وبلجيكا وسويسرا تمويلها للأونروا بشكل مؤقت. وفي ديسمبر 2019 أعادت هولندا التمويل للأونروا، مما زاد تبرعها بمقدار 6 ملايين يورو لعام 2019، ليصل إلى 19 مليون يورو.
في عام 2021 بدأت الحكومتان الأسترالية والكندية التحقيق مع الأونروا، ووجدت الحكومة البريطانية أن الأونروا أنتجت ونشرت كتبًا مدرسية تحرض على العنف، ووضع البرلمان الأوروبي شروطا على تمويلها. وفي أبريل 2021 ساهمت الولايات المتحدة بمبلغ 150 مليون دولار للأونروا،  بشرط عدم استخدام الأموال لمساعدة أي لاجئ يتلقى تدريبًا عسكريًا أو شارك في أي عمل "إرهابي". وكانت الولايات المتحدة أكبر مانح منفرد للأونروا في عام 2021، حيث ساهمت بأكثر من 338 مليون دولار. وإجمالًا تلقت الأونروا أكثر من 1.18 مليار دولار من التبرعات في عام 2021 من دول ومنظمات مختلفة.
في عام 2022 تلقت الأونروا أكثر من 1.17 مليار دولار من دول ومنظمات مختلفة،  منها 344 مليون دولار من الولايات المتحدة.

## الوكالة الأمريكية للتنمية الدولية
تقدم الوكالة الأميركية للتنمية الدولية الدعم المالي للشعب الفلسطيني في مختلف المشاريع التنموية والإنسانية. فمنذ عام 1994، قدمت الولايات المتحدة الأميركية أكثر من 5.2 مليار دولار من المساعدات للفلسطينيين عبر هذه الوكالة. وقد وردت تقارير تشير إلى أن الوكالة الأميركية للتنمية الدولية لم تراع بشكل صحيح مخاطر تقديم المساعدات في الضفة الغربية وقطاع غزة، بما في ذلك خطر تحويل الأموال إلى الجماعات المحلية التي لها صلات بالإرهاب، عندما امتنعت منظمات الإغاثة والدول الأخرى عن استخدام تلك الأموال المحفوفة بالمخاطر كشركاء محليين في مشاريعها للمساعدات الخارجية. وقد صرح مسؤول في الوكالة الأميركية للتنمية الدولية للمفتش العام بأن "مثل هذه القيود تقلل من عدد الشركاء المحتملين المتاحين للمهمة". ومن أمثلة مشاريع الوكالة الأميركية للتنمية الدولية في فلسطين:
1. أطلقت الوكالة الأميركية للتنمية الدولية مشروعًا بعنوان "مساعدة المؤسسات الصغيرة والمتوسطة للتعافي والتحول" في 28 فبراير 2022، ويقدم الدعم المالي العاجل للمؤسسات الصغيرة والمتوسطة الحجم، فضلًا عن "التعزيز المنهجي المستدام" للاقتصاد الفلسطيني. ويهدف هذا المشروع إلى مساعدة الشركات الصغيرة والمتوسطة الفلسطينية والشركات الناشئة على التعافي بسرعة من الصدمات وخلق فرص العمل.[91]
2. برنامج تطوير البنية التحتية المجتمعية الفلسطينية، اختتم في 14 ديسمبر 2022، وساهم في إيجاد 12,500 فرصة عمل قصيرة الأمد للفلسطينيين، ومن إنجازاته الرئيسية:[92]
  - تركيب 18 شبكة مياه وبناء 10 خزانات مياه، مما أتاح لـ 7 مجتمعات الوصول إلى أنظمة الصرف الصحي والصرف الصحي الملائمة، وهو ما أدى إلى تحسين إمكانية حصول 418,660 شخصًا على مياه الشرب/المياه المنزلية.
  - ترميم/بناء 8 مدارس استفاد منها 2230 طالبًا، وإنشاء مركزين تعليميين إضافيين.
  - تطوير وتحسين 4 طرق داخلية، وإنشاء/إعادة تأهيل حديقتين عامتين وسوقين.
  - إنشاء وترميم 4 مراكز للشباب و3 مراكز للأشخاص ذوي الإعاقة، وإنشاء مركز نسائي وعيادة صحية واحدة.
  - ترميم وتوسعة دار للمسنين.
3. مشروع "زيت زيتون بلا حدود" التابع لمنظمة الشرق الأدنى، والذي يعمل على تعزيز التعاون الاقتصادي بين مزارعي الزيتون الفلسطينيين والإسرائيليين.[93]

## التدمير المتكرر للمساعدات
أصدر المرصد الأورومتوسطي لحقوق الإنسان في يونيو عام 2016 تقريرًا بعنوان "المساعدات المهدرة: تدمير إسرائيل المتكرر للمشاريع الممولة من الاتحاد الأوروبي في فلسطين"، تناول فيه تدمير إسرائيل المتكرر للمشاريع الإنمائية الممولة من الاتحاد الأوروبي في الأراضي الفلسطينية، وقال التقرير أن إسرائيل دمرت منذ عام 2001 نحو 150 مشروعًا تنمويًا، مما سبب خسارة مالية للاتحاد الأوروبي قُدرت بنحو 58 مليون يورو، منها 23 مليون يورو على الأقل خلال الحرب على غزة عام 2014 وحده.
ودعا المرصد إلى إجراء تحقيق في جميع المباني المدمرة التي بُنيت بتمويل من الأمم المتحدة أو الاتحاد الأوروبي أو الدول الأعضاء على الأراضي الفلسطينية. بالإضافة إلى ذلك، أوصى المرصد بمواصلة الاستثمار في التنمية الفلسطينية، مع فرض عقوبات رادعة على الحكومة الإسرائيلية عند استهدافها للمشاريع الممولة من الأمم المتحدة أو الاتحاد الأوروبي.
وثق مكتب الأمم المتحدة لتنسيق الشؤون الإنسانية هدم إسرائيل لنحو 79 منشأة ممولة من الاتحاد الأوروبي في "المنطقة ج" في الضفة الغربية والقدس في عام 2012، وكذلك تدمير 54 مُنشأة في الستة الأشهر الأولى من عام 2013. وفي 2014 مع الهجوم الإسرائيلي على قطاع غزة ازدادت عمليات الهدم الجماعية في القطاع، وتضررت 83 مدرسة تابعة للأونوروا، وفي 2015 أعادت إسرائيل تركيزها على الضفة حيث دكرت 108 منزلًا سكنيًا في المنطقة ج والقدس الشرقية، كما شملت عمليات التدمير متاجر ومحال تجارية أخرى. ففي أسبوع واحد فقط في أغسطس 2015 دمرت إسرائيل 63 منزلًا، تاركة 132 فلسطينيًا بلا مأوى. ووفقا للجنة الإسرائيلية ضد هدم البيوت فقد ارتفع عدد المنازل المهدومة بين عامي عامي 1967 و2015 إلى 48,488 مبنى.
وفي الثلاث الأشهر الأولى من عام 2016 وثق مكتب الأمم المتحدة لتنسيق الشؤون الإنسانية 120عملية هدم ضد المباني الممولة من الاتحاد الأوروبي.
قام رؤساء البعثات الدبلوماسية وممثلون عن بلجيكا والدنمارك والاتحاد الأوروبي وفرنسا وألمانيا وأيرلندا وإيطاليا وليتوانيا وهولندا وإسبانيا والسويد وسويسرا والمملكة المتحدة بزيارة تجمع حمصة البقيعة القريب من مدينة طوباس في غور الأردن، وتجمع رأس التين في وسط الضفة الغربية المحتلة. عقب هدم القوات الإسرائيلية 30 مبنى مخصصًا للسكن ومنشآت تجارية ومرافق صحية في حمصة البقيعة، مما تسبب في تشريد 42 شخصًا بينهم 24 طفلًا، للمرة السابعة منذ شهر نوفمبر الماضي. وقالت الأمم المتحدة إن المحاولات التي بُذلت لنقل التجمع تُعرض أفراده لخطر النقل القسري. أما في راس التين، فقد خسر 84 شخصًا بينهم 14 امرأة و53 طفلًا منازلهم.

### 2023

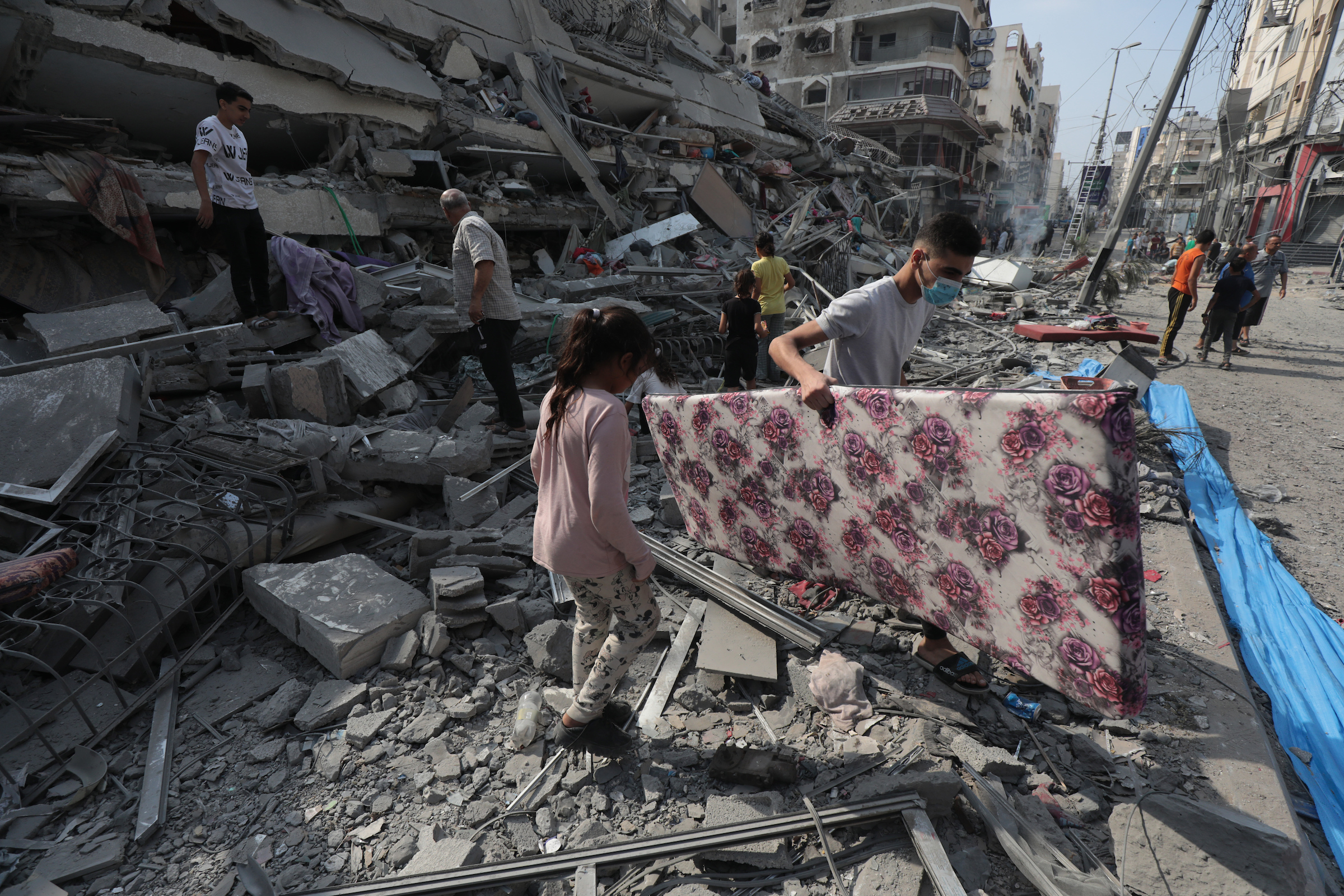
مواطنون يتفقدون أنقاض شقة دمرتها الغارات الجوية الإسرائيلية.

في عام 2023، أُثيرت المخاوف حيال قيام حركة حماس بإعادة توجيه المساعدات لصالح الأنشطة العسكرية بعدما أظهر مقطع فيديو دعائي لها عام 2021 عناصر من حماس يقومون بحفر وتفكيك خطوط الأنابيب لإنتاج صواريخ مثل صاروخ القسام الذي يتم تجميعه عادةً من الأنابيب الصناعية. واعتبارًا من عام 2021، قدّم الاتحاد الأوروبي 9 ملايين يورو لشراء الأنابيب السائبة في مدينة غزة وجباليا، وفي عام 2023، أنفقت بروكسل 26 مليون جنيه إسترليني لتوسيع شبكات خطوط الأنابيب في فلسطين. ونفت المملكة المتحدة، التي قدمت مساعدات كبيرة لبناء خطوط الأنابيب في فلسطين، إمكانية إساءة استخدام حماس لأموالها.
وُصف الوضع الإنساني في قطاع غزة بأنه "أزمة" و"كارثة". ونتيجة للحصار الإسرائيلي تواجه غزة نقصًا في الوقود والغذاء والأدوية والمياه والإمدادات الطبية. وقال مارتن غريفيثس منسق المساعدات الإنسانية في الأمم المتحدة، إن "الخناق يضيق على السكان المدنيين في غزة". وفي 13 أكتوبر قال مفوض الأونروا فيليب لازاريني: "إن حجم وسرعة الأزمة الإنسانية التي تتكشف، تقشعر لها الأبدان".
في 16 أكتوبر، حذر الأطباء من تفشي المرض الوشيك بسبب اكتظاظ المستشفيات وعدم دفن الجثث. وفي اليوم نفسه ذكرت منظمة الصحة العالمية أنه لم يتبق سوى "24 ساعة من الماء والكهرباء والوقود" قبل وقوع "الكارثة الحقيقية". وفي 18 أكتوبر استخدمت الولايات المتحدة حق النقض (الفيتو) ضد قرار للأمم المتحدة يدعو لتقديم المساعدات الإنسانية إلى غزة. وذكرت منظمة الصحة العالمية أن الوضع في غزة "يخرج عن نطاق السيطرة".

## أنظر أيضًا
- مساعدات قطاع غزة 2008-2009
- لجنة الاتصال المخصصة
- المساعدات الخارجية السعودية
- الولايات المتحدة المساعدات الخارجية
- مساعدات أمنية أمريكية للسلطة الوطنية الفلسطينية
- المساعدات الأمريكية للاجئين في الشرق الأدنى
- صندوق إغاثة أطفال فلسطين